# 1985–1986-os bajnokcsapatok Európa-kupája
A bajnokcsapatok Európa-kupája 31. szezonja. A kupasorozat történelmében először nyert kelet-európai csapat, nevezetesen a román Steaua București együttese.

## Eredmények

### 1. forduló
| 1. csapat        | Össz. | 2. csapat        | 1. mérk. | 2. mérk. |
| ---------------- | ----- | ---------------- | -------- | -------- |
| Górnik Zabrze    | 2–6   | Bayern München   | 1–2      | 1–4      |
| Dynamo Berlin    | 1–4   | Austria Wien     | 0–2      | 1–2      |
| Rabat Ajax       | 0–10  | Omonia           | 0–5      | 0–5      |
| Budapesti Honvéd | 5–1   | Shamrock Rovers  | 2–0      | 3–1      |
| Vejle            | 2–5   | Steaua București | 1–1      | 1–4      |
| Zenyit Leningrád | 4–0   | Vålerenga        | 2–0      | 2–0      |
| Kuusysi          | 4–2   | Sarajevo         | 2–1      | 2–1      |
| Linfield         | 3–4   | Servette         | 2–2      | 1–2      |
| ÍA               | 2–7   | Aberdeen         | 1–3      | 1–4      |
| IFK Göteborg     | 5–3   | Trakia Plovdiv   | 3–2      | 2–1      |
| Bordeaux         | 2–3   | Fenerbahçe       | 2–3      | 0–0      |
| Sparta Praha     | 2–21  | Barcelona        | 1–2      | 1–0      |
| FC Porto         | 2–0   | Ajax             | 2–0      | 0–0      |
| Hellas Verona    | 5–2   | PAOK             | 3–1      | 2–1      |
| Jeunesse Esch    | 1–9   | Juventus         | 0–5      | 1–4      |

1 A Barcelona csapata jutott tovább, idegenben lőtt több góllal.

### Nyolcaddöntő
| 1. csapat        | Össz. | 2. csapat        | 1. mérk. | 2. mérk. |
| ---------------- | ----- | ---------------- | -------- | -------- |
| Bayern München   | 7–5   | Austria Wien     | 4–2      | 3–3      |
| Anderlecht       | 4–1   | Omonia           | 1–0      | 3–1      |
| Budapesti Honvéd | 2–4   | Steaua București | 1–0      | 1–4      |
| Zenyit Leningrád | 3–4   | Kuusysi          | 2–1      | 1–3      |
| Servette         | 0–1   | Aberdeen         | 0–0      | 0–1      |
| Göteborg         | 5–2   | Fenerbahçe       | 4–0      | 1–2      |
| Barcelona        | 3–31  | FC Porto         | 2–0      | 1–3      |
| Hellas Verona    | 0–2   | Juventus         | 0–0      | 0–2      |

1 A Barcelona csapata jutott tovább, idegenben lőtt góllal.

### Negyeddöntő
| 1. csapat        | Össz. | 2. csapat  | 1. mérk. | 2. mérk. |
| ---------------- | ----- | ---------- | -------- | -------- |
| Bayern München   | 2–3   | Anderlecht | 2–1      | 0–2      |
| Steaua București | 1–0   | Kuusysi    | 0–0      | 1–0      |
| Aberdeen         | 2–21  | Göteborg   | 2–2      | 0–0      |
| Barcelona        | 2–1   | Juventus   | 1–0      | 1–1      |

1 A Göteborg csapata jutott tovább, idegenben lőtt góllal.

### Elődöntő
| 1. csapat  | Össz. | 2. csapat        | 1. mérk. | 2. mérk. |
| ---------- | ----- | ---------------- | -------- | -------- |
| Anderlecht | 1–3   | Steaua București | 1–0      | 0–3      |
| Göteborg   | 3–31  | Barcelona        | 3–0      | 0–3      |

1 A Barcelona csapata jutott be a döntőbe tizenegyesekkel (5–4).

### Döntő
| 1986. május 7. | Steaua București | 0 - 0 (h.u.) | Barcelona | Estadio Ramón Sánchez Pizjuán, Sevilla Nézőszám: 70,000 Játékvezető: Vautrot (Franciaország) |
| 1986. május 7. | (0–0)            |              |           | Estadio Ramón Sánchez Pizjuán, Sevilla Nézőszám: 70,000 Játékvezető: Vautrot (Franciaország) |

|                               |     | 11-esekkel                     |  |
| Majearu Bölöni Lăcătuş Balint | 2–0 | Alexanko Pedraza Alonso Marcos |  |

| Az 1985–86-os bajnokcsapatok Európa-kupájának győztese |
| Steaua București 1. cím                                |
| ← 1984–85 Juventus                                     |
| FC Porto 1986–87 →                                     |